# Carl Boerner (Politiker)
Carl Rudolph Otto Boerner (* 7. April 1846 in Greußen; † 18. März 1929 in Volkstedt) war Mitglied des Reichstags und des Landtags des Fürstentums Schwarzburg-Sondershausen (NLP).

## Familie
Carl Boerner war der Sohn des Ökonom Carl Gottlob Boerner und dessen Frau Johanna Ernestine Töpfer. Carl Boerner, der evangelisch-lutherischen Glaubens war, heiratete am 22. Mai 1874 in Kutzleben Lauretta Ernestine Friederike Adelheid Minna Wadsack (* 25. Oktober 1851 in Kutzleben; † 21. April 1946 in Rudolstadt), die Tochter des Rittergutsbesitzers und königlichen Amtsvorstehers Louis Wadsack.

## Ausbildung und Beruf
Boerner besuchte 1852 bis 1862 die Bürgerschule Greußen und absolvierte 1862 bis 1864 eine landwirtschaftliche Lehre in Neuhausen. 1864 bis 1868 arbeitete er als Gutsinspektor und 1868 bis 1873 im elterlichen Gut (Stadtgut) in Greußen. 1873 übernahm er Besitz und Leitung des Stadtguts von den Eltern. Anschließend veranlasste er wesentliche Erweiterungen des Guts und gründete die Zucker- und die Fleischwarenfabrik sowie die Molkerei in Greußen. Er wohnte von 1903 bis 1914 in Halle a. d. Saale. Ab 1888 war er Vertrauensmann der Schwarzburg-Sondershausenschen landwirtschaftlichen Berufsgenossenschaft im Bezirk Greußen, Clingen, Otterstedt, Wasserthaleben und Westgreußen.
Ab dem 7. August 1888 war er Oberamtmann.

## Politik
Boerner war 1901 Mitglied des Vorstandes der Nationalliberalen Partei in Thüringen. Er war auch führendes Mitglied des BdL in der Unterherrschaft, der ihn auch am 4. März 1898 mit als Reichstagskandidat nominierte. Vom 16. Juni 1898 bis 15. Juli 1903 war er für den Wahlkreis Fürstentum Schwarzburg-Sondershausen nationalliberaler Abgeordneter im Deutschen Reichstag. Vom 4./13. November 1894 bis 1904 war er als auf Lebenszeit vom Fürsten ernanntes Mitglied für die Unterherrschaft Mitglied des Schwarzburg-Sondershäuser Landtags.

## Ehrungen
Am 7. August 1901 wurde er mit dem Fürstlichen Ehrenkreuz III. Klasse ausgezeichnet.